# 61-я отдельная гвардейская бригада морской пехоты
61-я отдельная гвардейская Киркенесская Краснознамённая бригада морской пехоты (61 обрмп) — тактическое соединение морской пехоты в составе ВМФ СССР и ВМФ РФ.

## История соединения

### Великая Отечественная война
История создания 61-й бригады берёт начало от 67-й морской стрелковой бригады (67-я мсбр), созданной в ноябре 1941 года.
Данная бригада находилась в составе Действующей армии в короткий период со 2 апреля 1942 года по 8 мая того же года. В указанный период 67-я мсбр участвовала в Кестеньгской операции, которая закончилась неудачей для советских войск. Бригада была отведена в тылы и находилась в резерве фронта. После почти годового нахождения в резерве Карельского фронта, подразделения бригады были направлены на комплектование частей 45-й стрелковой дивизии (2-го формирования) (45-я сд (2ф)).
Из 2-го стрелкового батальона 67-й мсбр к 20 апреля 1943 года был сформирован 61-й стрелковый полк. Днём части считается 5 мая 1943 года.
В составе 45-й сд 61-й полк участвовал в преследовании противника на кандалакшском и кестеньгском направлениях и Петсамо-Киркенесской операции.
К 25 октября 1944 года 45-я сд с боями дошла до г. Киркенес, после чего осталась на территории Норвегии.
За успешное выполнение поставленных боевых задач 61-й стрелковый полк был награждён орденом Красного знамени и получил почётное наименование «Киркенесский», в связи с чем полное наименование стало: 61-й стрелковый Киркенесский Краснознамённый полк.

### Послевоенный период
В сентябре 1945 года части дивизии были выведены из Норвегии и расквартированы в г. Мурманск и Печенгском районе Мурманской области.
В 1952 году 45-я стрелковая дивизия вошла в состав вновь сформированной 6-й армии Ленинградского военного округа. В 1957 году 45-я сд переформирована в 131-ю мотострелковую дивизию. При переформировании 61-й стрелковый полк сохранил нумерацию и стал именоваться 61-й Киркенесский Краснознамённый мотострелковый полк (61-й мсп).
Полк дислоцировался в посёлке Каккуриярви, который по личному ходатайству командира 61-го мсп в декабре 1960 года был переименован в Спутник.

#### Возрождение морской пехоты
В 1963 году руководство ВС СССР пересматривает отношение к Военно-Морскому Флоту. По замыслу руководства, требовались формирования которые могли бы перебрасываться на кораблях и решать боевые задачи на суше в различных регионах мира. По существу предлагалось воссоздать такой род войск как морская пехота, который был полностью расформирован в 1956 году.
Последней воинской частью морской пехоты в составе Северного флота являлся 102-й отдельный Печенгский Краснознамённый батальон морской пехоты, дислоцированный в Лиинахамари Мурманской области и расформированный в 1955 году. Данный батальон вёл свою историю от 12-й Печенгской Краснознамённой бригады морской пехоты Северного флота, которая была создана в августе 1941 года.
Согласно директиве Министерства обороны от 7 июня 1963 года № орг/3/50340 336-й гвардейский мотострелковый полк 120-й гвардейской мотострелковой дивизии Прибалтийского военного округа был переформирован в 336-й отдельный гвардейский полк морской пехоты с передачей в состав Балтийского Флота (336-й опмп БФ) с дислокацией в г. Балтийске Калининградской области РСФСР.
336-й полк стал первой воинской частью в возрождённой морской пехоте ВМФ СССР.

#### Создание 61-й отдельной бригады морской пехоты
Согласно директиве Главнокомандующего ВМФ СССР №ОМУ/4/738052 от 14 мая 1966 года 61-й мотострелковый полк был выведен из состава 131-й мотострелковой дивизии ЛенВО и 15 июля 1966 года был включён в состав Краснознамённого Северного Флота как 61-й отдельный Киркенесский Краснознамённый полк морской пехоты.
Для морской переброски личного состава и военной техники 61-го полка 30 июля 1966 года была создана 121-я бригада десантных кораблей (121-я брдк) с дислокацией в порту г. Полярный Мурманской области. Основой для создания 121-й брдк послужило переформирование 121-й бригады эскадренных миноносцев, которая в свою очередь была создана 16 февраля 1951 года.
В августе 1967 года, для развёртывания 55-й дивизии морской пехоты (55-я дмп) на Тихоокеанском флоте, на Дальний Восток самолётами военно-транспортной авиации были переброшены рота от 61-го полка и рота от 336-го полка морской пехоты Балтийского флота, которые стали основой для создаваемого 106-го полка морской пехоты 55-й дмп.
Также в декабре 1967 года 61-й полк совместно с 336-м полком предоставили подразделения для развёртывания на базе 309-го батальона морской пехоты 810-го полка морской пехоты Черноморского флота. От состава 61-го полка для этой цели была выделена рота плавающих танков.
7 ноября 1968 года 61-й полк принимал участие в военном параде в г. Москва.
В связи с решением руководства ВС СССР об увеличении численности частей морской пехоты, 15 мая 1980 года 61-й отдельный полк морской пехоты был окончательно переформирован в 61-ю отдельную бригаду морской пехоты, с преобразованием полковых подразделений в воинские части.
Организационно-штатная структура 61-й бригады на момент создания была такой же как в 810-й бригаде морской пехоты Черноморского флота и 336-й бригаде морской пехоты Балтийского флота. Бригады состояли из 3 пехотных батальонов, 1 артиллерийского дивизиона, 1 противотанкового дивизиона, 1 зенитного ракетно-артиллерийского дивизиона и 1 танкового батальона. Численность личного состава бригады была около 2000 человек.
15 сентября 1982 года. 876-й отдельный батальон морской пехоты переформирован в 876-й отдельный десантно-штурмовой батальон.

#### Участие морских пехотинцев Северного флота в военных учениях и в походах
С 10 июля по 1 октября 1967 года от Северного флота в Средиземное море был отправлен сводный десантный отряд от 61-го полка. Отряд представлял собой роту морской пехоты, роту плавающих танков на ПТ-76, танковую роту на Т-54А и взвод морской пехоты на БТР-60.
В последующем численность десантного отряда наращивалась. Так с 30 октября 1967 по 25 февраля 1968 года на боевую службу в Средиземном море был отправлен отряд в составе батальона морской пехоты на БТР-60ПБ, роты плавающих танков ПТ-76, взвода Т-54, зенитно-артиллерийской батарее ЗСУ-23-4 «Шилка» и противотанковой батареи ПТУР «Малютка».
В 1968 году 61-й полк принимает участие в учениях «Север—68».
С мая 1969 года в связи с обострением ситуации на Ближнем Востоке, руководством ВС СССР был создан сводный усиленный батальон морской пехоты, задачей которого являлась охрана стратегически важного порта г. Порт-Саид в Египте, который был предоставлен египетскими властями как один из пунктов для дислокации средиземноморской эскадры ВМФ СССР. Также подразделения усиленного батальона несли дежурство возле нефтяных терминалов в Суэцком канале. Для комплектования батальона отбирались роты от частей морской пехоты со всех четырёх флотов включая 61-й полк. Личный состав батальона был переменным на основе постоянной ротации. Подразделения, откомандированные от воинских частей, менялись каждые 4 месяца.
В апреле 1970 года 61-й полк участвовал в стратегических учениях «Океан-70».
В 1971 году полк участвовал в учениях «Материк».
В период 28 февраля по 13 июля 1972 года зона боевого дежурства десантного отряда 61-го полка расширилась со Средиземного моря на атлантическое побережье Западной Африки. Десантный отряд представлял включал в себя батальон морской пехоты усиленный танковой ротой, артиллерийской батареей и инженерно-саперным взводом от 180-го отдельного морского инженерного батальона. Во время дежурства отряд на кораблях заходил в Порт-Саид в Египте и в Конакри в Гвинее.
Всего с 1967 по 1991 год подразделения 61-го полка (с 1980 года — 61-й бригады) приняли участие в 28 дальних морских походах с заходом в порта Египта, Сирии, Мальты, Греции, Анголы, Гвинеи и Гвинеи-Бисау.
С 30 марта по 2 апреля 1976 года батальон 61-го полка провёл совместное учение с парашютно-десантным батальоном 76-й воздушно-десантной дивизии с выброской парашютного десанта.
Летом 1978 года на учениях «Балтика-78» подразделения 61-го полка отрабатывали высадку десанта на остров Саарема в Эстонской ССР.
В мае 1981 года сводный батальон 61-й бригады участвовал в учениях «Запад-81».
В 1983 году бригада принимала участие в учениях «Магистраль-83».
В 1986 году личный состав 876-го отдельного десантно-штурмового батальона и 886-го отдельного разведывательного батальона 61-й бригады был высажен парашютным способом на остров Колгуев, находящийся за Полярным кругом.

#### Состав и вооружение бригады на 1989 год
Действительные и условные наименования воинских частей входивших в состав бригады на 1989 год:
- Управление бригады — в/ч 38643
- 874-й отдельный батальон морской пехоты — в/ч 63969;
- 875-й отдельный батальон морской пехоты — в/ч 70134;
- 876-й отдельный десантно-штурмовой батальон — в/ч 81285;
- 883-й отдельный батальон морской пехоты (кадра) — нет данных по условному наименованию;
- 886-й отдельный разведывательный батальон — в/ч 99729;
- 111-й отдельный танковый батальон[7][10] — в/ч 81284;
- 1611-й отдельный самоходный артиллерийский дивизион — в/ч 63866;
- 1614-й отдельный реактивный артиллерийский дивизион — в/ч 63966;
- 1617-й отдельный зенитный ракетно-артиллерийский дивизион — в/ч 70200;
- 1620-й отдельный противотанковый артиллерийский дивизион — в/ч 99730

На вооружении бригады находилась следующая военная техника:
- БТР-80 — 132 ед.;
- БТР-60 — 5 ед.;
- МТ-ЛБ — 113 ед.;
- Т-55 — 40 ед.;
- САУ 2С1 — 18 ед.;
- САУ 2С9 — 24 ед.;
- РСЗО «Град-1» — 18 ед.;
- Т-12 —12 ед.:
- ЗПРК «Тунгуска» — н/д по точному количеству[2];
- ЗСУ-23-4 — н/д
- ПТ-76БУВ — 26 ед.

### Соединение в ВС России
Переформирования соединения. Участие в учениях.
После распада СССР 61-я бригада отошла под юрисдикцию Вооружённых сил Российской Федерации.
В 1993 году в составе бригады были созданы два кадрированных батальона морской пехоты (317-й и 318-й) в которые были распределены танки Т-55 от расформированного 101-го отдельного танкового батальона. Также был сформирован 347-й отдельный десантно-штурмовой батальона без штатной бронетехники (на Урал-4320).
В конце 1993 года был расформирован 875-й отдельный батальон морской пехоты.
9 мая 1995 года военнослужащие бригады принимали участие в военном параде на Поклонной горе в г. Москва в честь 50-летия Победы в Великой Отечественной войне.
В мае 1996 года подразделения бригады участвовали в трёхсторонних англо-американо-российских учениях «РУКУС-96», проходивших на побережье пролива Ла-Манш.
В 1996 году в составе 61-й бригады был сформирован 125-й отдельный танковый батальон на Т-80.
В 1999 году в ходе реорганизации штатной структуры из состава 61-й бригады были выведены 883-й отдельный батальон морской пехоты и 347-й отдельный десантно-штурмовой батальон.
В июне 1999 года бригада приняла участие в учениях «Запад-99» с высадкой воздушного десанта на полуостров Рыбачий.
В сентябре 2009 года бригада приняла участие в международных учениях «Запад-2009».
1 декабря 2009 года, в связи с реформой в ВС РФ, директивой министерства обороны 61-я отдельная бригада морской пехоты была переформирована в 61-й отдельный полк морской пехоты.
В сентябре 2013 года личный состав 61-го полка провёл совместные учения на полуострове Средний с подразделениями 200-й отдельной мотострелковой бригады.
В декабре 2014 года, в связи с созданием Объединённого стратегического командования «Север», 61-й отдельный полк морской пехоты был переформирован в 61-ю отдельную бригаду морской пехоты.

#### Участие бригады в боевых действиях

##### Первая чеченская война
22 декабря 1994 года командование 61-й бригады получило приказ на комплектование сводного батальона для отправки в Чечню. Датой проверки сформированного батальона на строевом смотре было назначено 20 января 1995 года. За основу сводного батальона был взят 876-й отдельный десантно-штурмовой батальон.
Для создания автономности сводному батальону и его усилению, в его состав были включены подразделения не входящие в принятую организационно-штатную структуру десантно-штурмового батальона. Были добавлены ремонтные подразделения, подразделения тылового обеспечения, артиллерийские подразделения из других воинских частей бригады. В результате численность сводного батальона, который продолжал именоваться 876-м отдельным десантно-штурмовым батальоном превысила 1000 человек.
В связи с резким осложнением ситуации в Грозном после новогоднего штурма, 7 января 1995 года усиленный десантно-штурмовой батальон был поднят по тревоге и вечером того же дня был на самолётах отправлен в Моздок без штатной бронетехники. По прибытии в Моздок, сводный батальон не успев пройти необходимое в таких случаях боевое слаживание на месте, по приказу военного руководства был привлечён к участию в боевых действиях — 1-я десантно-штурмовая рота и часть 2-й роты на вертолётах были переброшены в Грозный. Остальной состав батальона выдвинулся колонной в том же направлении.
13 января 1995 года сводный батальон 61-й бригады вступил в боевые действия по штурму Грозного. По указанию военного руководства батальон действовал совместно с подразделениями 276-го мотострелкового полка 34-й мсд и 12-й отдельной бригады специального назначения
После захвата Грозного сводный батальон участвовал в боевых действиях в Веденском, Шалинском и Шатойском районах Чечни.
В общей сложности сводный батальон провёл в боевых действиях 5 месяцев и был выведен из Чечни 26 июня 1995 года. Потери личного состава сводного батальона составили 64 убитыми и 252 ранеными. По другим данным потери убитыми составили 77 человек.

##### Вторая чеченская война
В сентябре 1999 года 61-я бригада была привлечена для выполнения боевых действий в ходе Второй чеченской войны.
В отличие от событий 1995 года, в 1999 году сводный батальон от 61-й бригады, также созданный на основе 876-го отдельного десантно-штурмового батальона, был отправлен на Северный Кавказ со штатной бронетехникой и автомобилями. Для усиления батальонной артиллерии в виде штатной миномётной батареи в состав были включены самоходная артиллерийская батарея 2С1, дополнительная миномётная батарея и батарея ПТУР. Также для повышения мобильности и автономности сводному батальону от управления тыла Северного фронта был выделен автомобильный взвод из 10 грузовых машин.
В ходе боевых действий, которые продолжались до июня 2000 года, сводный батальон 42 раза поменял свою дислокацию. Батальон привлекался для выполнения боевых задач как в равнинной местности, так и в высокогорной местности Дагестана и Чечни.
Потери сводного батальона 61-й бригады за 9 месяцев составили 16 человек убитыми.
Основные потери батальона пришлись на один бой на высоте 1406 в Веденском ущелье вблизи н.п. Харачой, на которой 2-й десантно-штурмовой взвод (неполного состава) 2-й десантно-штурмовой роты под командованием лейтенанта Юрия Курягина от 61-й бригады и разведывательный взвод от 810-й бригады морской пехоты осуществляли сторожевое охранение. Утром 31 декабря 1999 года противник, скрытно приблизившись к позициям выносных постов взвода, открыл по ним внезапный огонь из пулемётов и гранатомётов. Раненный в первые минуты боя командир взвода успел организовать оборону. В результате скоротечного боя было ранено 2 и убито 13 военнослужащих 61-й бригады, среди которых три офицера (командир 2-го взвода, командир 2-й роты и приданный взводу передовой авиационный наводчик). Также погиб командир разведывательного взвода от 810-й обрмп. Выжили 4 военнослужащих. Потери противника составили 40 человек убитыми.

##### Военная операция РФ в Сирии
В марте 2016 года 61 бригада морской пехоты помогла сирийской правительственной армии взять город Пальмира. Несмотря на то, что другие российские силы были доступнее для операции, для операции была выбрана 61-я бригада, поскольку она считалась одним из наиболее подготовленных и опытных в боевых действиях подразделений российской армии. Из открытых источников известно о потерях погибшими 3 военнослужащих 61-й ОБрМП в Сирии, в том числе и командира — полковника Велерия Федянина.

## Состав бригады
На текущий исторический момент[когда?] соединение состоит из следующих воинских частей:
- Управление 61-й бригады — в/ч 38643
- 874-й отдельный батальон морской пехоты (на БТР-80) — в/ч 63969;
- 876-й отдельный десантно-штурмовой батальон — в/ч 81285;
- 317-й отдельный батальон морской пехоты (кадрированный)
- 318-й отдельный батальон морской пехоты (кадрированный)
- 886-й отдельный разведывательно-десантный батальон — в/ч 99730;
- 1611-й отдельный самоходный артиллерийский дивизион (на 2С1) — в/ч 63866;
- 1591-й отдельный самоходный артиллерийский дивизион (на «НОНА-СВК»)
- 1617-й отдельный зенитный ракетно-артиллерийский дивизион (ЗПРК «Тунгуска», «Стрела-10») — в/ч 63866;
- 180-й отдельный морской инженерный батальон — в/ч 36085
- Батальон материально-технического обеспечения
- 75-й военно-морской лазарет

## Награды

### Награды и почётные наименования бригады
Награды и почётные наименования 61-я бригада унаследовала от своего предшественника — 61-го стрелкового полка.
6 января 1945 года 61-й стрелковый полк был награждён орденом Красного Знамени. Также от 61-го стрелкового полка было унаследовано почётное наименование «Киркенесская».
25 января 2024 года бригаде присвоено почётное наименование «гвардейская» за массовый героизм и отвагу, стойкость и мужество проявленные личным составом бригады в боевых действиях по защите Отечества и государственных интересов в условиях вооружённых конфликтов.

### Награждение военнослужащих бригады
За мужество и героизм, проявленные при выполнении боевых задач в ходе Первой и Второй чеченской войны были награждены:
- Орден Мужества — 90 военнослужащих;
- Медаль ордена «За заслуги перед Отечеством» 2-й степени — 21;
- Медаль «За отвагу» — 163;
- Медаль Суворова — 153;
- Медаль Жукова — 76 человек.

## Герои 61-й бригады
За мужество и героизм, проявленные при выполнении боевых задач в ходе Первой и Второй чеченской войны были удостоены звания Герой Российской Федерации следующие военнослужащие 61-й бригады:
 Шуляк Виктор Васильевич — капитан, командир десантно-штурмовой роты 876-го отдельного десантно-штурмового батальона. Звание присвоено 17 апреля 1995 года.
 Замышляк Григорий Михайлович — старший прапорщик, инструктор по воздушно-десантной подготовке десантно-штурмовой роты 876-го отдельного десантно-штурмового батальона. Звание присвоено 20 марта 1995 года.
 Азарычев Геннадий Алексеевич — старшина, техник связи десантно-штурмовой роты 876-го отдельного десантно-штурмового батальона. Звание присвоено 29 мая 1995 года.
 Гущин Андрей Юрьевич — капитан, командир 876-го отдельного десантно-штурмового батальона. Звание присвоено 13 февраля 1995 года..
 Вдовкин Виктор Викторович — старший лейтенант, начальник штаба 876-го отдельного десантно-штурмового батальона. Звание присвоено 13 февраля 1995 года..
 Клименко Дмитрий Николаевич — майор, командир самоходной артиллерийской батареи 1611-го отдельного самоходного артиллерийского дивизиона. Звание присвоено 21 февраля 2000 года..
 Курягин, Юрий Герасимович — лейтенант, командир десантно-штурмового взвода 876-го отдельного десантно-штурмового батальона. Звание присвоено 28 марта 2000 года, посмертно.
 Таташвили Владимир Владимирович — сержант, командир отделения десантно-штурмового взвода 876-го отдельного десантно-штурмового батальона. Звание присвоено 24 марта 2000 года, посмертно.

## Командиры бригады
В полном списке указаны командиры соединения на всех исторических этапах.
Командиры 61-го стрелкового полка:
- Пидуст Я. П. — 1944—1948;
- Матвеев И. С. — 1948—1950;
- Воробьёв А. П. — 1950—1952;
- Давыдов М. П. — 1952—1954;
- Лопаткин П. С. — 1954—1955;
- Соловьёв В. Г. — 1955—1956;
- Затока B.C. — 1956—1957.

Командиры 61-го мотострелкового полка:
- Белов М. И. — 1957—1959;
- Варенников В. И. — 1959—1960;
- Фомичёв А. А. — 1960—1965.

Командиры 61-го полка морской пехоты:
- Круковский В. А. — 1965—1967;
- Пахомов А. Ф. — 1967—1974;
- Поляков Н. Б. — 1974—1979;

Командиры 61-й бригады морской пехоты:
- Ермаков А. Е. — 1979—1984;
- Пустоутов А. С. — 1984—1988;
- Борзенко А. Н. — 1988—1990;
- Шакалов Ю. М. — 1990—1993;
- Сокушев Б. Ф. — 1993—1995;
- Семёнов Г. С. — 1995—1999;
- Чернов А. В. — 1999—2002;
- Климов Н. И. — 2002—2005;
- Сорогин А. В. — 2005—2008;
- Магомеджанов М. К. — 2008—2010.

Командир 61-го полка морской пехоты:
- Маслов А. В. — 2010—2014

Командиры 61-й бригады морской пехоты:
- Маслов А. В. — 2014—2016
- Федянин В. В.† — 05.2016—30.09.2017 (скончался от ранения, полученного 22 сентября при выполнении служебного задания в Сирии[32])
- Никулин К. Н. — 2018—по настоящее время